# Балет юности
Балет юности (фр. Ballets de la Jeunesse) — балетная труппа, основанная в Париже в 1937 году балериной и педагогом Любовью Егоровой. Почти все танцовщики были её юными учениками, многие из них были детьми русских эмигрантов:109.
Деятельность труппы поддерживал поэт и искусствовед Жан-Луи Водуайе, художником-декоратором был Франсуа Баретт. Спектакли давались в концертном зале Плейель. Среди постановок — балеты Биргера Бартолина «Классическая симфония» на музыку Первой симфонии Сергея Прокофьева и спектакль на музыку Анри Соге (название?), «Выбор невесты» Бориса Романова.
Среди танцовщиков были Жорж Скибин, Юлий Алгаров, Татьяна Лескова, Женевьев Мулен (фр. Geneviève Moulin), Эдмон Одран, Раймон Франкетти, Владимир Мешков, братья Олег и Василий Тупины.
Труппа просуществовала до 1939 года. С началом войны Серж Лифарь помог Скибину и другим танцовщикам с нансеновскими паспортами выехать из Франции в Великобританию и затем присоединиться к гастролирующей труппе «Русских балетов» полковника де Базиля.